# یک عاشقانه سلطنتی
یک عاشقانه سلطنتی (انگلیسی: A Royal Romance) یک فیلم کمدی رمانتیک آمریکایی است که در سال ۱۹۳۰ منتشر شد.

## بازیگران
- ویلیام کالی‌یر
- پالین استارک
- کلارنس میوس
- اَن برودی
- یوجینی بسرر
- بتی بوید
- اولریش هاوپت
- برت اشپراته
- دوروتی دبوربا